# Mariko (cráter)
Mariko es un cráter de impacto en el planeta Venus de 11,2 km de diámetro. La Unión Astronómica Internacional le dio en 1997 un nombre de pila japonés femenino común, de acuerdo con las reglas de nomenclatura planetaria para los cráteres venusianos de menos de 20 km de diámetro.
El cráter está ubicado en el cuadrángulo V-36 de Venus.